# Ivo Amulić
Ivo Amulić (Duće, 21. rujna 1962.) hrvatski je pjevač, najpoznatiji kao frontmen grupe Tutti Frutti, koje je bio član do 1991. godine. Kasnije kreće u samostalnu karijeru tijekom koje objavljuje tri samostalna albuma. Od 2011. godine član je klape Rišpet.

## Albumi

### Samostalni
- Zapalimo, stare vatre (1994.)
- Sto na sat (1995.)
- Ja noćas rušim sve (1999.)